# Tammenga
 Tammenga è un distretto (ressort) del Suriname di 14.313 abitanti che fa parte di Paramaribo.